# Het geluk kan liggen in een houtje
Het geluk kan liggen in een houtje is een vertelling van Hans Christian Andersen, het verscheen in 1870.

## Het verhaal
Sommigen zien het geluk jaar in en jaar uit, anderen moeten het jaren missen. Er zijn ook mensen die maar eenmaal in hun leven het geluk zien. Onze Lieve Heer geeft altijd een geluksgave aan een kindje wat in de schoot van de moeder wordt gelegd. Voor een geleerde met de naam Newton lag het in een appel. De appel viel en hij vond zijn geluk. Soms ligt het geluk echter in een peer. Een man groeide op in armoede en trouwde ook zo. Hij was draaier en draaide vooral paraplustokken. In zijn tuin groeien zure rode bessen als kostbare versiering. Er staat een perenboom. Het geluk van de draaier zit aan die boom, alhoewel hij geen vruchten draagt. 
In een nacht begint het te stormen, in de kranten wordt bericht dat een grote diligence van de weg is getild. Er knapt ook een grote tak van de perenboom en de draaier maakt voor de grap een grote peer. Hij maakt nog een grote en kleinere en geeft ze aan zijn kinderen om mee te spelen. Het hele huis heeft een paraplu voor gemeenschappelijk gebruik. Soms waait hij om en hij wordt ook wel geknakt. De draaier repareert hem dan. Soms springt het knoop van het bandje, dan is de sluiting kapot. Als dit weer gebeurt, vindt de man een van zijn kleine peertjes. Hij boort een gat in het ding en gebruikt het als knoop.
Een jaar later stuurt de draaier paraplustokken naar de hoofdstad, hij doet er ook een paar gedraaide peertjes bij. Ze komen zelfs in Amerika terecht en men ontdekt dat dit een perfecte sluiting is, beter dan elke andere knoop. De draaier maakt nu duizenden peren, de hele perenboom wordt gebruikt. Hij krijgt knechten en leerjongens en heeft altijd een goed humeur. Hij zingt het geluk kan liggen in een houtje. Men zegt weleens neem een wit stokje in je mond, dan ben je onzichtbaar. Dat moet dan wel het goede stokje zijn. Iedereen kan klinkend blinkend goud oogsten, het straalt uit kinderogen en uit die van vader en moeder. Ze lezen mijn verhaaltjes, ik sta midden in de kamer. Ik ben onzichtbaar, want ik heb het witte houtje in mijn mond. Als ik merk dat ze blij zijn met wat ik vertel, zeg ik ook het geluk kan liggen in een houtje.